# 齿草蛛
齿草蛛（学名：Perenethis dentifasciata）为盗蛛科草蛛属的动物。在中国大陆，分布于等地。该物种的模式产地在中国。